# Villa Zamir
Pour les articles homonymes, voir Zamir.

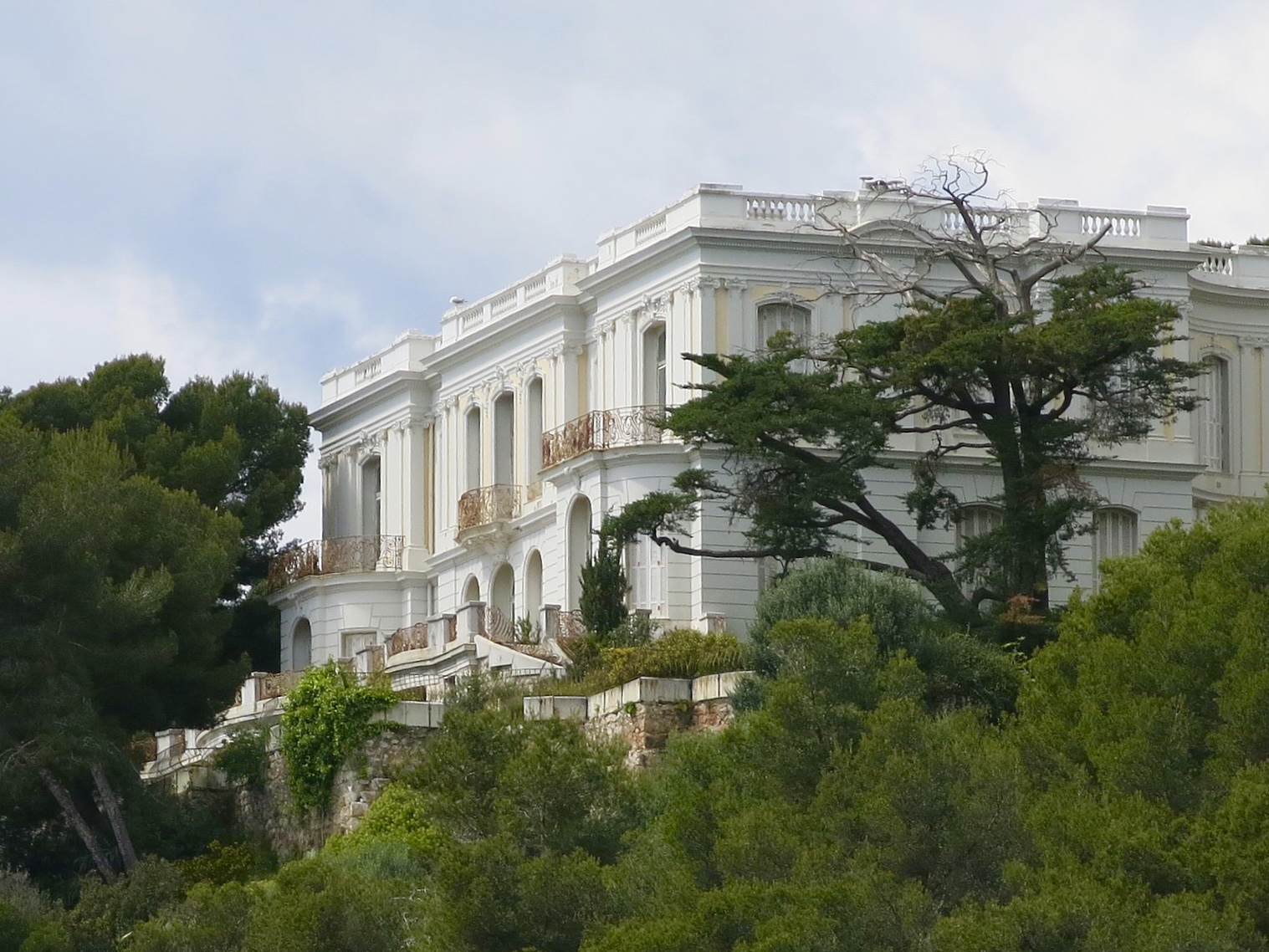
La Villa Zamir

La Villa Zamir est édifiée au Cap Martin en 1902. On désigne sous cette appellation la villa du  banquier mécène philanthrope Albert Kahn (1860-1940). La villa Zamir offre un témoignage de l’assimilation d’une implantation de masse de végétaux exotiques, par l’art des jardins. 